# Dobiejewo
Dobiejewo – wieś w Polsce, położona w województwie wielkopolskim, w powiecie gnieźnieńskim, w gminie Mieleszyn.
W latach 1975–1998 miejscowość administracyjnie należała do województwa poznańskiego.